# Greven av Monte Cristo (film, 2002)
Greven av Monte Cristo (engelska: The Count of Monte Cristo) är en brittisk-amerikansk-irländsk långfilm från 2002, i regi av Kevin Reynolds. Den har Jim Caviezel, Guy Pearce, Richard Harris och James Frain i rollerna. Filmen är baserad på Alexandre Dumas klassiska roman Greven av Monte Cristo.

## Handling
Den unge styrmannen Edmond Dantès (Jim Caviezel) är en öppen och ärlig man vars drömmar om ett lyckligt liv tillsammans med sin trolovade, den vackra Mercedes, abrupt slås i spillror då hans bäste vän Fernand (Guy Pearce), även han förälskad i Mercedes, för honom bakom ljuset.
På falska premisser kastas Edmond bakom lås och bom på den karga fängelseön If, där han blir fast under mardrömslika förhållanden i tretton år. Plågad av det oförklarliga som hänt honom överger han genom årens lopp sin övertygelse om vad som är rätt och fel, och blir besatt av tanken på hämnd. Med hjälp av en annan fånge (Richard Harris) flyr Dantès från fängelseön, och antar skepnaden av den gåtfulle och välbärgade Greven av Monte Cristo.
Listigt nästlar han sig in i kretsarna kring den franska noblessen och krossar systematiskt männen som fick honom fängslad, en efter en.

## Rollista
| Jim Caviezel        | – Edmond Dantes     |
| Guy Pearce          | – Fernand Mondego   |
| Richard Harris      | – Abbé Faria        |
| James Frain         | – J.F. Villefort    |
| Dagmara Dominczyk   | – Mercedès Iguanada |
| Michael Wincott     | – Armand Dorleac    |
| Luis Guzmán         | – Jacopo            |
| Christopher Adamson | – Maurice           |
| JB Blanc            | – Luigi Vampa       |
| Guy Carleton        | – Mansion Owner     |
| Alex Norton         | – Napoleon          |
| Barry Cassin        | – Old Man Dantes    |
| Henry Cavill        | – Albert Mondego    |